# Чешко висше техническо училище в Прага
Чешкото висше техническо училище (на чешки: České vysoké učení technické, съкр. ČVUT) в Прага е сред най-големите и най-старите висши училища в Чехия, а и в Централна Европа.

## История
Строителният инженер Кристиян Йозеф Виленберг изпраща (1705) петиция до Леополд I, император на Свещената Римска империя и крал на Бохемия, с молба за разрешение да преподава „инженерно изкуство“. През 1707 г. новият император Йозеф I постановява Чешката общност да създаде техническо училище, но това не става почти цяло десетилетие. След нова петиция от Виленберг (1716) и натиск от тогавашния император Карл VI професурата му е открита с указ на Чешката общност от 9 ноември 1717 г.
Учебните занятия в Чешката инженерна школа в Прага започват на 7 януари 1718 г. Броят на учещите достига 200 души към 1779 г. Наследник на Виленберг е Ян Фердинанд Шор.
Школата е преобразувана в Кралско чешко техническо училище (Královské české stavovské technické učiliště) през 1806 г. по примера на „Екол политекник“ в Париж; неофициално е наричано „политехника“. Император Франц Йосиф го преименува на Политехнически институт (Polytechnický ústav) и утвърждава негов „Органичен устав“ (1863). По устава избираем ректор е негов представител, включва 4 факултета, чешкият е равнопоставен на немския като език на преподаване. Разногласията между немскоезичните и чешките преподаватели водят до разделянето му на 2 института (немски и чешки) през 1869 г.
От 1879 г. е разрешено да се нарича висше техническо училище. Получава право да присъжда докторски степени по технически науки от 1901 г. Приема жени за обучение от 1902 г.
Скоро след създаването (1918) на Чехословашката република училището получава днешното си име Чешко висше техническо училище, считано от 1 септември 1920 г. По онова време обединява 7 висши училища.
Студентът Франтишер Кришик демонстрира модел (сред първите в света) на електрически автомобил Ян Звонишек, професор по теория и конструкция на парни турбини и двигатели, изобретява радиална парна турбина през 1912 г. Професор Владо Прелог е удостоен с Нобелова награда по химия през 1975 г.

## Структура
- Факултет по строително инженерство
- Факултет по машинно инженерство
- Факултет по електротехническо инженерство
- Факултет по физично инженерство и ядрени науки
- Факултет по архитектура
- Факултет по транспортни науки
- Факултет по биомедицинско инженерство
- Факултет по информационни технологии